# Пауэлл, Уильям
Уи́льям Па́уэлл (англ. William Powell; 29 июля 1892, Питтсбург — 5 марта 1984, Палм-Спрингс) — американский актёр театра и кино, звезда фильмов компании Metro-Goldwyn-Mayer, снимавшийся в 1920-х — первой половине 1950-х годов.

## Биография
Родился в Питтсбурге, в 1907 году вместе с семьёй переехал в Канзас-сити. Окончив в 1910 году школу, уехал в Нью-Йорк, чтобы учиться в Американской академии драматического искусства, которую окончил в 1912 году и почти сразу же дебютировал на Бродвее. Затем некоторое время работал в мелких сборных театральных и эстрадных труппах, но в 1920 году сыграл главную отрицательную роль в бродвейской пьесе «Испанская любовь», а в 1922 году — роль профессора Мориарти в немом фильме «Шерлок Холмс». Самой известной его ролью считается роль Ника Чарльза в фильме «Тонкий человек» по роману Дэшила Хэммета.
Прекратил сниматься в 1954 году, в том числе из-за состояния здоровья, умер через 30 лет после этого.

## Избранная фильмография
| Год  |   | Русское название              | Оригинальное название       | Роль            |
| ---- | - | ----------------------------- | --------------------------- | --------------- |
| 1926 | ф | Великий Гэтсби                | The Great Gatsby            | Джордж Уилсон   |
| 1928 | ф | Последний приказ              | The Last Command            | Лев Андреев     |
| 1932 | ф | Высокое давление              | High Pressure               | Гар Эванс       |
| 1933 | ф | Дело об убийстве в питомнике  | The Kennel Murder Case      | Фило Вэнс       |
| 1934 | ф | Манхэттенская мелодрама       | Manhattan Melodrama         | Джим Уэйд       |
| 1934 | ф | Тонкий человек                | The Thin Man                | Ник Чарльз      |
| 1936 | ф | Великий Зигфелд               | The Great Ziegfeld          | Флоренз Зигфелд |
| 1936 | ф | Мой слуга Годфри              | My Man Godfrey              | Годфри          |
| 1936 | ф | За тонким человеком           | After the Thin Man          | Ник Чарльз      |
| 1936 | ф | Конец миссис Чейни            | The Last of Mrs. Cheyney    | Чарльз          |
| 1939 | ф | Другой тонкий человек         | Another Thin Man            | Ник Чарльз      |
| 1942 | ф | Перекрёсток                   | Crossroads                  | Давид Тальбо    |
| 1947 | ф | Жизнь с отцом                 | Life With Father            | Кларенс Дэй     |
| 1949 | ф | Сделай один ложный шаг        | Take One False Step         | Эндрю Джентлинг |
| 1953 | ф | Девушка, у которой было всё   | The Girl Who Had Everything | Стив Латимер    |
| 1953 | ф | Как выйти замуж за миллионера | How to Marry a Millionaire  | Джей Ди Хенли   |
| 1955 | ф | Мистер Робертс                | Mister Roberts              | Док             |